# Agrostophyllum patentissimum
Agrostophyllum patentissimum är en orkidéart som beskrevs av Johannes Jacobus Smith. Agrostophyllum patentissimum ingår i släktet Agrostophyllum och familjen orkidéer. Inga underarter finns listade i Catalogue of Life.